# Томас Гемпсон (співак)
То́мас Ге́мпсон (англ. Thomas Hampson; нар. 28 липня 1955, Ельхарт, Індіана, США) — американський оперний співак, соліст «Метрополітен Опера», якого називають «одним із найбільш блискучих баритонів нашого часу» і «провідним баритоном Америки». Має рідкісну майстерність з-поміж оперних співаків виступати у мюзиклах, опереті, а також співати прості пісні.

## Біографія
Дебютував в опері «Гензель і Гретель» Гумпердінка. Від 1980 року — соліст Дюссельдорфської опери, з 1984 року — Цюрихської опери. Удосконалював вокальну майстерність в Елізабет Шварцкопф. 1986 року дебютував у «Метрополітен Опера» й Віденській державній опері.

## Дискографія
- 1986 — «Директор театру», диригент Ніколаус Арнонкур (Фогельзанг)
- 1987 — «Богема», диригент Леонард Бернстайн (Марчелло)
- 1987 — «Спочатку музику, потім слова», диригент Николаус Арнонкур (Поэтра)
- 1988 — «Дон Жуан», диригент Николаус Арнонкур (Дон Жуан)
- 1988 — «Загибель богів», диригент Бернард Хайтинк (Гюнтер)
- 1988 — «Так чинять усі», диригент Джеймс Лівайн (Гільєльмо)
- 1988 — «Ф'єррабрас», диригент Клаудіо Аббадо (Роланд)
- 1989 — «Сільські Ромео і Джульєтта», диригент Чарльз Маккеррас (Чорний скрипаль)
- 1989 — «Carmina Burana», диригент Сейдзі Одзава (Баритон)
- 1990 — «Весілля Фігаро», диригент Джеймс Лівайн (Граф Альмавива)
- 1990 — «Цілуй мене, Кет» (мюзикл), диригент Джон Макглінн (Фред Грем)
- 1990 — «Пісні мандрівного підмайстер'я», диригент Леонард Бернстайн
- 1991 — «Фауст», диригент Мішель Плассон (Валентин)
- 1991 — «Так чинять усі», диригент Ніколаус Арнонкур (Дон Альфонсо)
- 1991 — «Пісні мандрівного підмайстер'я», диригент Клаус Теннштедт
- 1992 — «Євгеній Онєгін», диригент Чарльз Маккеррас (Євгеній Онєгін)
- 1993 — «Біллі Бадд», диригент Кент Нагано (Біллі Бадд)
- 1993 — «Гамлет», диригент Антоніо де Альмейда (Гамлет)
- 1993 — «Севільський цирульник», диригент Джанлуїджі Гельметті (Фігаро)
- 1993 — «Весела вдова», диригент Франц Вельзер-Мест (Данило)
- 1993 — «Весілля Фігаро», диригент Ніколаус Арнонкур (Граф Альмавіва)
- 1994 — «Ідоменей, цар Критський», диригент Джеймс Лівайн (Арбаче)
- 1994 — «Carmina Burana», диригент Мішель Плассон (Баритон)
- 1994 — «Звільненні в місто», диригент Майкл Тилсон Томас (Габі)
- 1994 — «Іродіада», диригент Мішель Плассон (Ірод)
- 1995 — «Богема», диригент Антоніо Паппано (Марчелло)
- 1996 — «Чудове місто», диригент Саймон Реттл (Роберт Бейкер)
- 1996 — «Дон Карлос», диригент Антоніо Паппано (Родріго)
- 1997 — «Таїс», диригент Ів Абель (Атанаель)
- 1998 — «Вільгельм Телль», диригент Фабіо Луїзі (Вільгельм Телль)
- 1999 — «Вертер», диригент Антоніо Паппано (Альберт)
- 1999 — «Король Рогер», диригент Саймон Реттл (Рогер II)
- 1999 — збірка No tenors allowed
- 2000 — «Іфігенія в Тавріді», диригент Айвор Болтон (Орест)
- 2001 — «Фальстаф», диригент Клаудіо Аббадо (Форд)
- 2001 — «Аїда», диригент Ніколаус Арнонкур (Амонасро)
- 2001 — «Трубадур», диригент Антоніо Паппано (Граф ді Луна)
- 2001 — «Макбет», диригент Франц Вельзер-Мёст (Макбет)
- 2002 — «Тангейзер», диригент Даніель Баренбойм (Вольфрам)
- 2002 — «Сімон Бокканегра», диригент Даніеле Гатті (Сімон Бокканегра)
- 2003 — «Кармен», диригент Мішель Плассон (Ескамільо)
- 2004 — «Парсіфаль», диригент Кент Нагано (Амфортас)
- 2004 — «Вертер», диригент Мішель Плассон (Вертер)
- 2005 — «Травіата», диригент Карло Ріцці (Жорж Жермон)
- 2005 — «Травіата», диригент Франц Вельзер-Мест (Жорж Жермон)
- 2006 — «Доктор Фауст», диригент Філіп Джордан (Доктор Фауст)
- 2006 — «Дон Жуан», диригент Деніел Гардінг (Дон Жуан)

## Нагороди та премії
- 1978 — Лауреат фестивалю Greater Spokane Music and’ Allied Arts Festival (Гран-прі і премія «Молодий артист»)
- 1979 — Медаль імені Лотти Леманн
- 1984 — Премія Distinguished Alumni Award in Recognition of Outstanding Accomplishments, Eastern Washington University
- 1990 — Премія Grand Prix du Disque, Académie Charles Gros за запис Songs from «Чарівний ріг хлопчика» by various composers
- 1990 — Премія Deutscher Schallplattenpreis за запис Songs from «Des Knaben Wunderhorn» by various composers
- 1990 — Міжнародна премія «Едісон» за запис Songs from «Волшебный рог мальчика» by various composers
- 1990 — Міжнародна премія International Records Critics Award
- 1990 — Премія Outstanding Alumnus Award, University of Southern California School of Music
- 1994 — Премія «Грамофон» за запис «Звільнення в місто»
- 1992 — Міжнародна премія «Едісон» за запис Rossini & Meyerbeer, Songs
- 1992 — Вокаліст року за версією часопсу Musical America
- 1993 — Міжнародна премія «Едісон» як найкращому співакові року
- 1993 — Honorary Doctor of Music, Fort Wright College of the Holy Names, Spokane
- 1993 — Увійшов до 50 найкрасивіших людей світу за версією часопису People[3]
- 1994 — Премія Cannes Classical Award
- 1994 — Премія Фонду Пуччіні за внесок у мистецтво
- 1994 — Премія Toblacher Komponierhäuschen Award за запис циклу «Чарівний ріг хлопчика» Малера
- 1996 — Почесний член Королівської академії музики (Велика Британія)
- 1997 — Премія Merola Distinguished Alumni Award
- 1998 — Премія Adventist Alumni Achievement Award
- 1999 — Почесне звання «Каммерзенгер» (Австрія)
- 1999 — Золота медаль Густава Малера (Міжнародне товариство Густава Малера)
- 2000 — Премія «Грамофон» за запись оперы «Король Рогер»
- 2000 — Премія «Золотий діапазон», Caecilia Prize, Classic CD Award за запис опери «Король Рогер»
- 2000 — Honorary Doctorate of Music, San Francisco Conservatory
- 2002 — Премія «Грэмми» за запись оперы «Тангейзер»
- 2002 — Орден мистецтв і літератури (Франція)
- 2003 — Міжнародна премія «Едісон» за запись опери «Фальстаф»
- 2003 — Член Правління Міжнародного товариства Густава Малера
- 2004 — Медаль Ордена пошани в галузі науки й мистецтва (Австрія)
- 2004 — Почесний член товариства «Друзі Віденської державної опери»
- 2005 — Член Європейської академії Наук і Мистецтв
- 2005 — Міжнародна премія «Едісон» за внесок у мистецтво
- 2005 — Почесний член Wiener Konzerthausgesellschaft
- 2006 — Офіцер Ордена заслуг pro Merito Melitensi (Мальтійський орден)